# البطولة الوطنية المجرية 1957
البطولة الوطنية المجرية 1957 (بالمجرية: 1957-es magyar labdarúgó-bajnokság)‏ هو الموسم 55 من  البطولة الوطنية المجرية. أشرف على تنظيمه اتحاد المجر لكرة القدم، وكان عدد الأندية المشاركة فيه  12، وفاز فيه نادي فاساس.